# Cerro del Aripo
Der Cerro del Aripo ist mit 940 m der höchste Berg in Trinidad und Tobago.

## Lage
Der Cerro del Aripo ist Teil der Northern Range, eines Mittelgebirges, das den Norden der Insel Trinidad von Westen nach Osten durchzieht. Er befindet sich abseits des Straßennetzes im Nordosten der Region Tunapuna-Piarco, im Grenzgebiet zwischen den Ortschaften Brasso Seco und Heights of Guanapo. Etwa acht Kilometer südwestlich liegt Arima, acht Kilometer nordwestlich Blanchisseuse. Der Cerro del Aripo kann vom Ort Aripo aus bewandert werden.

## Flora
Elfenwald und Nebelwald prägen die Vegetation in den größeren Höhen.

## Fauna
Der Trinidadguan, ein endemischer Hühnervogel, ist hier im dichten Regenwald zu Hause. In den Blättern des Bromeliengewächses Glomeropitcairnia erectiflora lebt der Golden Tree Frog (Phytotriades auratus), ein nur auf den Gipfeln der Northern Range und der Paria-Halbinsel vorkommender Frosch. In großen Kalksteinhöhlen unterhalb des Gipfelplateaus leben Tausende von nachtaktiven Ölvögeln, die sich tagsüber in den Höhlen aufhalten und nachts von tropischen Früchten ernähren.